# Madre del Buon Consiglio
Madre del Buon Consiglio (ili Basilica dell'Incoronata Madre del Buon Consiglio ili Maria del Buon Consiglio ) (talijanski: Okrunjena majka dobrog savjeta) je rimokatolička crkva u Napulju, južna Italija. Nalazi se na obronku koji vodi do palače Capodimonte i muzeja umjetnosti i vidljiv je iz mnogih dijelova grada. U crkvi se nalaze brojna umjetnička djela spašena iz zatvorenih, oštećenih ili napuštenih bogomolja u gradu. Građena je od 1920. do 1960. godine.

## Povijest
Crkva ima svoje korijene u dva čuda koja je promatrala mjesna djevojka Maria di Gesù Landi (21. siječnja 1861. – 26. ožujka 1931.). Poznata po svojoj pobožnosti Gospi od Dobrog Savjeta (tal. Madonna del Buon Consiglio), izradila je sliku svetice 1884. godine, što je navodno zaustavilo izbijanje kolere u gradu te godine. 22 godine kasnije ista je slika navodno rasčistila oblake pepela nakon erupcije Vezuva 1906. godine.
Vincenzo Vecchio projektirao je crkvu po uzoru na crkvu sv. Petra u Rimu. Crkva je sagrađena između 1920. i 1940. godine, iznad drevnih katakombi San Gennaro. Postao je odredište hodočašća u ime Marije di Gesù Landi.
Potres u Irpiniji 1980. srušio je glavu kipa Madone s vrha crkve na zemlju, no glava je ostala neoštećena.

## Vanjske poveznice
|  | Zajednički poslužitelj ima još gradiva o temi Madre del Buon Consiglio |

- (tal.)Stranica na napoligrafia.it